# Asteroscopus
Asteroscopus é um gênero de traça pertencente à família Arctiidae.